# František Janda-Suk
František Janda-Suk (Postřižín, Bohèmia Central, 25 de març de 1878 – Praga, 23 de juny de 1955) va ser un atleta txec, que va disputar els Jocs Olímpics de 1900 i de 1912 representant Bohèmia i de 1924 representant Txecoslovàquia.
Especialista en el llançament de disc, el 1900 fou el primer txec a guanyar una medalla dels Jocs Olímpics, en guanyar la plata en la prova de  disc amb un millor llançament de 35,14 m, 90 cm menys que el vencedor, l'hongarès Rudolf Bauer.
Als Jocs de 1912, a Estocolm, finalitzà en 15a posició en el llançament de pes i 17è en el de disc.
El 1924, novament a París, va fer la seva darrera aparició en uns Jocs Olímpics, finalitzant en 29a posició de la prova de disc.